# Aplocheilichthys rudolfianus
El poecílido de Turkana (Aplocheilichthys rudolfianus) es una especie de pez actinopeterigio de agua dulce, de la familia de los poecílidos.
Peces de pequeño tamaño con una  longitud máxima descrita de solo 3 cm, aunque parece ser que la longitud máxima más común es de 2'6 cm.

## Distribución y hábitat
Se distribuye por ríos de la vertiente índica de África, un endemismo del lago Turkana en el norte de Kenia y suroeste de Etiopía. Habita en las partes poco profundas del lago, las zonas tranquilas y con maleza alrededor del lago.